# 利奥-锡达维尔
利奥-锡达维尔（英語：Leo-Cedarville）為美国印第安纳州艾伦县的一个城镇，位于该县北部。总人口3,603（2010年）。

## 历史
1990年代中期，利奥、锡达维尔两个村合并为利奥-锡达维尔。